# 논항
언어학에서 논항(論項, argument)이란 어떠한 서술어(predicate)가 그 의미를 성립시키기 위해 그 구조상 필요로 하게 되는 성분을 나타내는 말이다. 서술어는 본동사(main verb)와 조동사(auxiliary)를 의미한다. 이런 관점에서 보충어(complement)는 밀접한 관련 있는 개념이다. 대부분의 서술어는 1, 2, 3개의 논항을 갖는다. 한 서술어와 그 논항들은 '서술어-논항 구조(predicate-argument structure)'를 형성한다. 서술어와 논항에 관한 논의는 대부분 내용 동사(content verb)와 명사구(noun phrase, NP)에 관련 있지만, 다른 통사적 범주(syntactic category)들은 서술어와 논항들로 해석될 수 있다. 논항은 부가어(adjunct)와 구분되어야 한다. 서술어는 의미를 완벽하게 전달하기 위하여 논항들을 필요로 하나, 서술어와 함께 등장하는 부가어는 선택적이다. 이들은 서술어의 의미를 완벽하게 전달하는데 필요하지 않다. 통사론과 의미론 대부분은 논항과 부가어 개념은 인식하지만, 용어는 다양하다. 이런 구분은 모든 언어에 있다고 할 수 있다. 의존문법(dependency grammar)에서는 뤼시앵 테니에르(Lucien Tesnière)의 1959년 저작에 따라 논항을 '행위소(actant)'라고도 한다
서술어와 그 논항 및 부가어의 본질을 탐구하는 문법 영역을 결합가 이론(valency theory)이라 한다. 서술어는 결합가(valence)를 가진다. 서술어는 자신의 주변에 나타나야 하거나 나타날 수 있는 논항의 개수 및 유형을 결정한다. 서술어의 결합가는 하위범주화(subcategorization)로서 연구될 수 있다.

## 논항과 부가어
절(clause)의 통사론과 의미론에 대한 기본 분석은 논항과 부가어(adjunct) 간의 구분에 크게 의존한다. 절 서술어는 내용 동사(content verb)인 경우가 보통이지만, 특정 논항을 필요로 한다. 즉 논항은 동사의 의미를 완벽하게 하기 위하여 필요하지만, 반대로 부가어는 필요없다. 주어구(object phrase)와 목적어구(object phrase)는 가장 자주 등장하는 동사서술어 논항이다. 예를 들면 다음과 같다.
Jill likes Jack.
Sam fried the meat.
The old man helped the young man.
문장들마다 2개의 논항(굵은 표시)이 있다. 첫번째 명사나 구는 주어논항(subject argument)이 되고, 두번째 명사나 구는 목적어논항(object argument)이 된다. 예를 들어, 'Jill'은 서술어 'likes'의 주어논항이고, 'Jack'은 목적어논항이다. 주어논항 단 하나만을 필요로 하는 동사 서술어(예 : 'sleep', 'work', 'relax')는 자동사(intransitive verb)이다. 목적어논항도 필요로 하는 동사 서술어(예 : 'like', 'fry', 'help')는 타동사(transitive verb)라고 한다. 목적어논항을 2개 필요로 하는 동사 서술어는 이중타동사(ditransitive verb)(예 : 'give', 'lend')라고 한다.
추가 정보가 이 세 문장에 추가되면, 한 문장은 부가어로 다루고 있는 것이다. 예를 들면 다음과 같다.
Jill really likes Jack.
Jill likes Jack most of the time.
Jill likes Jack when the sun shines.
Jill likes Jack because he's friendly.
굵은 글씨로 추가된 구가 부가어이다. 부가어는 추가 의미를 제시해주나 서술어 'likes'의 의미를 완벽히 하기 위해 절대적인 것은 아니다. 논항과 부가어의 큰 차이는 주어진 논항은 대다수 의무적으로 사용해야 하지만, 부가어는 선택적으로 나타난다. 일반적인 동사 논항은 위의 문장들에서처럼 주어나 목적어 명사나 명사구들이다. 그러나 이러한 논항들로 전치사구(prepositional phrase, PP), 혹은 다른 범주가 될 수도 있다. 다음 문장들에서 굵은 글씨로 표시된 전치사구는 논항들이다.
Sam put the pen on the chair.
Larry does not put up with that.
Bill is getting on my case.
전치사구들을 생략할 때 받아들이기 어색하기 때문에, 이러한 전치사구들은 논항이 되거나 혹은 논항을 포함한다는 것이다.
*Sam put the pen.
*Larry does not put up.
*Bill is getting.
주어논항과 목적어논항은 대표적인 '핵심논항(core argument)'으로 알려져 있다. 다양한 방식으로 핵심논항이 억제되거나 추가되거나 교환될 수 있다. 이때는 수동화(passivization), 역수동화(antipassivization), 적응화(applicativization), 병합(incorporation) 등 태(voice)를 사용한다. 전치사논항(prepositional argument)은 '사격논항(oblique arguments)'이라고도 하지만, 이와 같은 과정을 거치진 않는다.

### 언어심리학 (논항 대 부가어)
언어심리학(psycholinguistics)은 문장 이해(sentence comprehension) 중에 통사구조(syntactic representation)가 서서히 구축되는 방식을 설명한다. 언어심리학에서 유래한 관점 중 하나는 논항구조가설(argument structure hypothesis, ASH)이다. 이는 논항과 부가어라는 부가물에 각각 별도의 인지적 조작을 가한다고 설명한다. 논항은 어휘 기제(lexical mechanism)를 통해 부가되지만, 부가어는 구 구조(phrase structure) 규칙 등으로 상징되는 비어휘적 문법 지식을 사용하여 부가된다.
논항의 지위는 한 문장의 발달 통사구조에 하나의 구가 부가되는 방식에 관한 인지적 기제를 결정한다. 언어심리학은 논항과 부가어의 형태적 구분을 입증하는 증거를 제시한다. 하나의 구에 대한 논항적 지위에 대한 문제는 어휘핵(lexical head)에 대한 학습된 심리적 표상(mental representation)에 관한 문제이기 때문이다.

## 통사론적 논항과 의미론적 논항
통사론적 논항(syntactic argument)과 의미론적 논항(semantic argument) 간에는 중요한 차이가 있다. 내용 동사(content verb)는 자신의 주변에 쓸 수 있거나 써야 하는 통사론적 논항의 개수와 유형을 결정한다. 이들 동사는 주어, 목적어, 사격(oblique), 특정 전치사, 점유자(possessor) 등 특정 통사적 기능을 자신의 논항에 부여한다. 능동동사(active verb), 과거분사(passive participle), 동명사(gerund), 명사구(nominal) 등 서술어의 형태가 다양함에 따라, 이러한 통사적 기능들 역시 다양하다. 형태격(morphological case)이 존재하는 언어들에서는, 서술어의 논항들은 주격(nominative), 대격(accusative), 여격(dative), 속격(genitive) 등 서술어에 따라 논항에 부가되는 격표지(case marking)를 정확히 표시해야 한다.
반면, 서술어의 의미론적 논항들은 일관된 형태를 보인다. 예를 들면 다음과 같다.
Jack is liked by Jill.
Jill's liking Jack
Jack's being liked by Jill
the liking of Jack by Jill
Jill's like for Jack
예문들에서 서술어 'like'는 다양한 형태로 나타난다. 이는 'Jack'과 'Jill'과 관련된 논항들의 통사적 기능(syntactic function)이 다양하다는 것을 의미한다. 예를 들어, 능동태 문장에서의 목적어는 수동태 문장에서는 주어가 된다. 통사적 기능이 다양하지만, 의미상에서 논항은 변함이 없다. 각 경우에서, 'Jill'은 'like'을 하는 경험자(experiencer)인 반면, 'Jack'은 'like'를 당하는 피경험자(experienced)인 것이다. 즉 통사적 논항은 통사적 기능에 따라 통사적으로 변화하지만, 서술어의 논항들의 의미역(thematic role)은 서술어의 형태가 변화한다 해도 변함이 없다.
동사 하나의 통사적 논항들은 언어들에 따라 다양하다. 예를 들어, '두다, 놓다'라는 뜻을 가진 영단어 'put'은 주어, 목적어, 처격(處格, locative)을 표현하는 장소부사 세 가지가 필요하다. 예를 들어, 'He put the book into the box.(그는 책을 상자 안에 두었다.)'라는 문장에서, 서술어 'put'의 논항은 주어 'He', 목적어 'the book', 처격 장소부사 'into the box'이다. 이 세 가지 통사적 논항들은 각각 행위자(agent), 주제(theme), 목표(goal)라는 의미적 논항들에 상응한다. 반면 일본어에서 '놓다'에 해당하는 동사 '置く(おく)'는 영어와 마찬가지로 세 가지 의미론적 논항을 가지지만, 통사적 논항은 그렇디 않다. 이는 일본어에서는 3개로 구성된 통사적 논항을 필요로 하지 않기 때문이다. 따라서 일본어로는 '彼が本を置いた(그가 책을 두었다)'라고 하는 것이 옳지만, 이 일본어 문장을 그대로 영어로 옮겨 쓴 문장 'He put the book.'은 처격 장소부사 논항이 없기 때문에 문법적으로 틀리게 된다. 때문에 위의 일본어 예문을 문법적으로 가장 근접한 영어 문장 형태로 만들기 위해서는, 'He positioned the book'이나 'He deposited the book'으로 써야 한다.

## 논항과 부가어 구별

### 논항 대 부가어
많은 연구 저작들은 논항과 부가어 구분에 전념해 왔다. 수많은 통사 검사들이 이 목적을 위해 고안되었다. 하나는 관계사절 감별법(relative clause diagnostic)이다. 한 관계사절 내에서 'which occurred/happened'와 함께 조합한 후에도 검사 대상의 구성소(constituent)를 자연스럽게 쓸 수 있다면, 이는 논항이 아닌 부가어이다. 예를 들면 다음과 같다.
Bill left on Tuesday. → Bill left, which happened on Tuesday. – 'on Tuesday'는 부가어이다.
Susan stopped due to the weather. → Susan stopped, which occurred due to the weather. – 'due to the weather'는 부가어이다.
Fred tried to say something twice. → Fred tried to say something, which occurred twice. – 'twice'는 부가어이다.
반대로 구성소가 논항이면, 진단법을 통해 그 관계절 혹은 문장이 문법적으로 틀리게 된다. 예를 들면 다음과 같다.
Bill left home. → *Bill left, which happened home. – 'home'은 논항이다.
Susan stopped her objections. → *Susan stopped, which occurred her objections. – 'her objections'은 논항이다.
Fred tried to say something. → *Fred tried to say, which happened something. – 'something'은 논항이다.
이 검사법은 전치사논항(prepositional argument) 감별도 가능하다.
We are waiting for Susan. → *We are waiting, which is happening for Susan. – 'for Susan'은 논항이다.
Tom put the knife in the drawer. → *Tom put the knife, which occurred in the drawer. – 'in the drawer'는 논항이다.
We laughed at you. → *We laughed, which occurred at you. – 'at you'는 논항이다.
그러나 관계절을 통한 감별법의 효용은 한계가 있다. 예를 들어, 서법 부사(modal adverb, 화자의 심경이나 태도를 보여주는 부사)인 'probably', 'certainly', 'maybe'나 수단표현(manner expression)인 'quickly', 'carefully', 'totally' 등은 논항이라고 잘못 말할 수 있다. 그러나 어떤 구성소가 관계절 감별법을 통과하면, 이는 논항이 아닌 부가어라고 확신할 수 있다.

### 필수논항과 선택논항
다른 구분법은 논항과 부가어의 경계를 모호하게 한다. 많은 논항들은 생략진단법(omission diagnostic)처럼 또다른 진단법에서는 부가어처럼 보인다. 부가어는 절, 구, 문장에서 항상 생략될 수 있다. 그러한 절, 구, 문장에 부가어를 쓴다해도 그러한 절, 구, 문장의 의미가 문법적으로 틀리진 않는다. 반면, 필수논항(obligatory argument)과 같은 일부 논항들은 생략될 수 없다. 그러나 다른 논항들 중에는 관계사절 감별법을 통해 논항으로 감별됨에도 생략할 수 있는 경우가 있다. 예를 들면 다음과 같다.
a. She cleaned the kitchen.
b. She cleaned. – the kitchen은 선택논항(optional argument)이다.
a. We are waiting for Larry.
b. We are waiting. – for Larry는 선택논항이다.
a. Susan was working on the model.
b. Susan was working. – on the model은 선택논항이다.
a. Heather sings while she cooks.
b. Heather sings
관계사절 감별법으로는 굵은 글씨의 구성소들이 논항으로 감별된다. 서술어 논항 관계(predicate argument relation) 사이에는 좀더 간단한 관계가 있다. 예를 들어, 마지막 예문 A에서 "Heather singing" 은 논항이지만, "while she cooks"는 서술어이다. 예문 B에 따라, "Heather"는 논항인 반면, "singing"은 관계서술어(relational predicate)로 놓여 있다. 그러나 생략 감별법에서는 이것들이 필수논항은 아니라고 나타낸다. 오히려 선택논항에 가깝다. 그렇다면 필수논항과 선택논항 외에도 제3의 논항을 구분해야 한다는 결론에 이른다. 제3논항에 대해, 일부는 논항과 부가어 사이에 제3항목을 두어 나누지만, 다른 한쪽에서는 필수논항과 선택논항 사이에 새로운 항목을 두어 구분한다.

### 명사구 내 논항과 부가어
논항과 부가어 구분에 관한 저작 대부분은 절 수준에서 수행되었으며 논항과 동사 술부(verbal predicate)에 붙는 부가어에 주목하였다. 그러나 논항과 부가어 구분은 명사구에서도 중요하다. 조금만 변형한다면, 명사구에서도 관계사절 감별법을 통해 논항과 부가어 구분이 가능해진다. 예를 들면 다음과 같다.
Bill's bold reading of the poem after lunch
*bold reading of the poem after lunch that was Bill's – 'Bill's'는 논항이다.
Bill's reading of the poem after lunch that was bold – 'bold'는 부가어이다.
*Bill's bold reading after lunch that was of the poem – 'of the poem'은 논항이다. 
Bill's bold reading of the poem that was after lunch – 'after lunch'는 부가어이다.
감별법은 'Bill's'와 'of the poem'을 논항으로, 'bold'와 'after lunch'를 부가어로 판별한다.

## 논항과 부가어 표현
논항과 부가어의 구분은 통사구조(syntactic structure)를 표현하는 트리구조(tree structure)에서 나타난다. 구구조문법(phrase structure grammar)에서, 한 부가어는 서술어의 논항과 주요부 술부(head predicate)의 논항과 부가어를 구분하는 방식으로 주요부 술부의 투사(projection)에 결부된다. 이러한 구분은 X-bar 도식(X-bar schema)을 이용하는 이론을 통하여 눈으로 볼 수 있다. 예를 들면 다음과 같다.
보충어논항(complement argument)은 주요부 X(head X)의 자매(sister)이며, 지정어논항(specifier argument)은 XP의 딸(daughter)로 나타난다. 선택적 부가어(optional adjunct)는 X의 바 투사(bar-projection)나 XP에 결부되는 많은 포지션(position) 중 하나로 나타난다.
n-ary 가지 구조(n-ary branching structure)를 인정하고 통사구조를 X-바 도식과 연관된 층형구조(layered structure)보다 평평하다고 해석하는 통사 관련 이론들은 논항과 부가어를 구분하는 다른 방식을 사용해야 한다. 이점에서, 일부 의존문법(dependency grammar)은 화살표를 관례로 이용한다. 논항은 '정상적인(normal)' 의존물 끝(dependency edge)을 사용하지만, 부가어는 화살표 끝(arrow edge)을 받는다. 아래의 트리에서, 화살표 하나는 부가어에서 부가어의 주요어(governor)를 향해 가리킨다.
트리에서 화살표 끝은 네 가지 구성소(constituent)를 부가어로 갖는다. 이를 '완벽한 종속트리(complete subtree)'라고 한다.(여기서 '완전한complete'이란 것은 술어나 술부가 목적어나 보어를. 필요로 하지 않는다는 뜻이다.) 즉 'At one time', 'actually', 'in congress', 'for fun'이 그것이다. 정상적인 의존물 끝, 즉 비화살표(non-arrows)는 주요부의 논항으로서 다른 구성소들을 규명한다. 따라서 'Sam', 'a duck', 'to his representative in congress'는 동사술부 논항인 'wanted to send'의 논항으로 확인된다.

## 관련 이론
- 논증이론

논증이론(argumentation theory)은 전제(premise), 추론 방식 하나, 결론(conclusion) 하나로 구축된 내부구조를 통해 논리적 추론(logical reasoning)이 최종 결과(end result)를 야기하는 방식에 주목한다. 이 이론에 관한 논증의 버전은 많다. 대화적 논증(conversational argumentation), 수학적 논증(mathematical argumentation), 과학적 논증(scientific argumentation), 해석적 논증(interpretive argumentation), 법률적 논증(legal argumentation), 정치적 논증(political argumentation)이 그것이다.
- 문법이론

문법이론(grammar theory), 특히 문법의 기능이론(functional theory of grammar)들은, 문법요소들을 그 기능과 목적으로 매칭시킴으로써 언어학을 완벽하게 이해하는 것에의 연쇄로서 언어의 기능과 관련 있다.
- 통사 관련 이론

다양한 이론들이 통사구조와 관하여 존재한다. 여기에는 생성문법(generative grammar), 범주문법(categorial grammar), 의존문법(dependency grammar)이 그것이다.
- 의미 관련 이론

의미론에 관한 현대 이론들에는 형식의미론(formal semantics), 어휘의미론(lexical semantics), 컴퓨터의미론(computational semantics)이 있다. 형식의미론은 진실조건(truth conditioning)에 주목한다. 어휘의미론은 맥락에 관련된 단어 의미를 탐구한다. 컴퓨터의미론은 언어적 의미를 조사하기 위하여 알고리즘(algorithm)과 아키텍처(architecture)를 사용한다.
- 결합가이론

결합가(valence)는 술부, 특히 동사술부에 연결된 논항들의 갯수와 유형을 말한다. 결합가 이론에서, 동사의 논항은 동사의 주어가 표현하는 논항을 포함하기도 한다.
- 기본언어학이론

 기본언어학이론(basic linguistic theory)의 기반은 기반이론구조(fundamental theory structure)가 언어와 언어적 분류(lingual classification)의 문법적 설명을 사용한다.

## 논항언어학의 역사
논항구조(argument structure)라는 개념은 논항에 대한 논쟁들을 정리하기 위하여 1980년대 지배결속이론(government–binding theory)을 기반으로 하는 연구자들이 처음 수립하였다. 1960년대부터 하위범주화에서 변형문법(transformational grammar)에서 파생되어 내려왔다. 이는 어휘논항(lexical argument)이 문장 전체 의미를 운용하는 서술어 취하는 특성(predicate-taking properties)과 관련있다는 것을 인식한다. 연구자들이 처음 용어를 사용한 그 사람들에게 이론의 방향을 공유하기 시작함에 따라, 이론의 사용이 더 확대되었다. 이는 1980년대와 1990년대에 여러 저작과 논문을 낳은 논항구조에 대한 연구를 강조한다.

## 중요성
논항과 부가어의 구분은 통사론과 문법 이론 대부분에 있어 중요하다. 논항과 부가어는 다양한 방식으로 각자 따로 행동한다. 결속이론(theory of binding), 협응이론(theory of coordination), 불연속이론(theory of discontinuity), 생략이론(theory of ellipsis) 등은 구분을 인식하고 그 기반 위에서 구축되어야 한다. 통사 영역을 검토하면, 논항과 부가어는 각자 행동하며, 논항과 부가어의 구분 없이는 우리가 이런 현상을 연구하고 이해하는 능력이 심각하게 지장을 입을 것이라는 사실을 발견하게 된다. 일상 언어에서 많은 사람들이 주목하지 않는 구분법도 하나 있다. 필수구문(obligatory phrase)과 문장을 수식하는 구문 간의 구분이다. 예를 들어, 누군가가 "Tim punched the stuffed animal"라고 말하면, 'stuffed animal'이라는 구는 문장의 주요 부분이기 때문에 하나의 논항이 될 것이다. 만약 누군가가 "Tim punched the stuffed animal with glee"라고 말한다면, 'with glee'라는 구는 문장을 강화하기만 하고 문장은 이 부분 없이도 가능하기 때문에 부가어가 될 것이다.

## 같이 보기
- 결합가
- 부가어
- 통사론